# Labang (Sreseh)
Labang is een bestuurslaag in het regentschap Sampang van de provincie Oost-Java, Indonesië. Labang telt 1682 inwoners (volkstelling 2010).